# Liste der Provinzialstraßen in der niederländischen Provinz Limburg
Die Liste der Provinzialstraßen in der niederländischen Provinz Limburg ist eine Auflistung der Provinzialstraßen (niederländisch: provinciale wegen) in der niederländischen Provinz Limburg.
Die Provinzialstraßen tragen eine N-Nummer. Es gibt aber auch nicht gekennzeichnete Provinzialstraßen. Bei den mit einer N-Nummer versehenen Provinzialstraßen werden zwei Klassen unterschieden. Die Provinzialstraßen erster Ordnung tragen in der Provinz Limburg dreistellige N-Nummern, die mit der Ziffer 2 beginnen, diejenigen zweiter Ordnung beginnen in Limburg mit der Ziffer 5.
Die erlaubte Höchstgeschwindigkeit beträgt innerhalb geschlossener Ortschaften 50 km/h. Außerhalb geschlossener Ortschaften beträgt sie in der Regel 80 km/h.

## Provinzialstraßen erster Ordnung
Der Straßenverlauf wird in der Regel von Nord nach Süd und von West nach Ost angegeben.
| Nr.   | Verlauf |
| ----- | --- |
| N 264 | (N 264 in der Provinz Noord-Brabant) – Provinzgrenze – N 271 in Gennep |
| N 270 | (N 270 in der Provinz Noord-Brabant) – Provinzgrenze – N 277 – Venray – N 551 – N 553 – – Oostrum – Wanssum – N 554 – N 271 in Knikkerdorp |
| N 271 | (N 271 in der Provinz Gelderland) – Provinzgrenze – Milsbeek – N 843 – N 291 – Gennep – N 264 – Heijen – – Affernden – Nieuw-Bergen – N 552 – Bosscherheide – Well – N 270 – Knikkerdorp – Wellerlooi – Brandemolen – Arcen – Lomm – Hasselderheide – Velden – |
| N 273 | /N 275 in Blerick – Baarlo – N 277 – Kessel – Kesseleik – Neer – Haelen – N 279 – N 280 – Grathem – – Ittervoort – Staatsgrenze – (N 78 in Belgien) |
| N 274 | N 293 in Posterholt – Echterbosch – Aandeschool – Koningsbosch – N 572 – Staatsgrenze – (L 410 in Nordrhein-Westfalen, Deutschland) – Staatsgrenze – N 580 – Schinveld – N 300 – Brunssum                                                                      |
| N 275 | Weert – Nederweert – N 266 – N 279 – N 560 – ... – N 562 – N 277 – Maasbree – /N 273 in Blerick |
| N 276 | – – Sint Joost – Echt – N 572 – Susteren – N 296 – Nieuwstadt – N 297 – Sittard – N 294 – N 582 – N 580 – N 581 – Douvergenhout – Brunssum |
| N 277 | (N 277 in der Provinz Noord-Brabant) – Provinzgrenze – America – Evertsoord – – N 560 – N 275 – N 562 – N 273 |
| N 278 | (N 79 in Belgien) – Staatsgrenze – Maastricht – / – N 590 – Cadier en Keer – Margraten – N 598 – Gulpen – N 595 – Partij – Wahlwiller – Nijswiller – N 281 – Lemiers – Vaals – Staatsgrenze – ( in Deutschland) (Ring Maastricht / Maastrichterlaan)           |
| N 279 | (N 279 in der Provinz Noord-Brabant) – Provinzgrenze – Meijel – N 275 – Heibloem – N 562 – Roggel – Heythuysen – N 273 |
| N 280 | Weert – – Baexem – N 273 – Horn – Roermond – – Maalbroek – Staatsgrenze – ( in Deutschland) |
| N 281 | – Heerlen – – N 300 – Staatsgrenze an einer Stelle an der Ostseite der Straße – – Baneheide – N 278 in Nijswiller (Stadtautobahn Heerlen) |
| N 291 | N 271 – Ottersum – Ven-Zelderheide – Staatsgrenze an der östlichen Straßenseite – Staatsgrenze – (L 484 in Nordrhein-Westfalen, Deutschland) |
| N 292 | Weert – Tungelroy – Stramproy – Staatsgrenze – (N 762 in der Provinz Limburg, Belgien) |
| N 293 | in Roermond – N 570 – Melick – Sint Odiliënberg – Posterholt – N 274 – Staatsgrenze – (L 230 in Nordrhein-Westfalen, Deutschland) |
| N 294 | in Urmond – N 276 in Sittard |
| N 296 | (von der N 78 in Belgien) – Staatsgrenze – Roosteren – – Dieteren – N 276 in Susteren |
| N 297 | in Born – N 276 – Staatsgrenze – ( / in Deutschland) |
| N 298 | N 300 – Hoensbroek – N 300 – – Nuth – Hunnecum – Aalbeek – N 584 – Hulsberg – – N 590/N 595 in Valkenburg aan de Geul |
| N 299 | N 274 in Brunssum – Brunssum, Rimburgerweg – … – N 300 – Eygelshoven – Chevremont – Kerkrade, Nieuwstraat – Staatsgrenze – (L 223 in Nordrhein-Westfalen, Deutschland) (Roderlandbaan)                                                                         |
| N 300 | – N 298 – Hoensbroek – Brunssum – N 276 – N 274 – Landgraaf – Eygelshoven – N 299 – Kerkrade – Heerlen – N 281 (Buitenring Parkstad Limburg) |

## Provinzialstraßen zweiter Ordnung
Der Straßenverlauf wird in der Regel von Nord nach Süd und von West nach Ost angegeben.
| Nr.   | Verlauf |
| ----- | --- |
| N 551 | (N 551 in der Provinz Noord-Brabant) – Provinzgrenze – – N 270 in Venray                                                                                   |
| N 552 | (L 361 in Nordrhein-Westfalen, Deutschland) – Staatsgrenze – Siebengewald – N 271 in Nieuw-Bergen                                                          |
| N 553 | N 270 in Venray – Leunen – Laagriebroek – Schoor – Castenray –                                                                                             |
| N 554 | N 270 in Wanssum – Helling – Meerlo – Elshout – Tienray –                                                                                                  |
| N 556 | in Horst aan de Maas – Sevenum – |
| N 560 | N 277 – N 275 – N 561 in Panningen |
| N 561 | N 560 in Panningen – N 562 |
| N 562 | N 275 – N 561 – Helden – N 279 in Roggel |
| N 564 | (N 747 in der Provinz Limburg, Belgien) – Staatsgrenze – Weert                                                                                             |
| N 570 | N 293 in Roermond – Herkenbosch – Staatsgrenze – (L 117 in Nordrhein-Westfalen, Deutschland)                                                               |
| N 572 | N 276 in Echt – N 274 in Koningsbosch |
| N 580 | N 276 – Doenrade – Jabeek – N 274 in Schinveld |
| N 581 | N 276 – Oirsbeek – Amstenrade – N 298 ... (?) |
| N 582 | Geleen – Puth – Schinnen – N 298 in Hoensbroek |
| N 583 | Geleen – – Spaubeek – Schimmert – N 584 in Klein Haasdal                                                                                                   |
| N 584 | N 585 in Beek – Oensel – Schimmert – Klein Haasdal – N 583 – Arensgenhout – N 298 in Hulsberg                                                              |
| N 585 | in Geleen – Beek – N 584 – – Hussenberg – Geulle – Brommelen – Bunde                                                                                       |
| N 590 | N 278 in Maastricht – Berg – Vilt – N 298/N 595 in Valkenburg aan de Geul                                                                                  |
| N 595 | N 298/N 590 in Valkenburg aan de Geul – Oud-Valkenburg – Schin op Geul – Schoonbron – Etenaken – Wijlre – N 278 in Wittem                                  |
| N 597 | N 299 – Abdissenbosch – Landgraaf – Eygelshoven |
| N 598 | N 278 in Margraten – Reijmerstok – Terlinden – Hoogcruts – Staatsgrenze am westlichen Straßenrand – Staatsgrenze – (N 648 in der Provinz Limburg, Belgien) |
| N 843 | (N 843 in der Provinz Gelderland) – Provinzgrenze – Staatsgrenze am östlichen Straßenrand – N 271 in Milsbeek                                              |